# Lachapelle-Auzac
Lachapelle-Auzac – miejscowość i gmina we Francji, w regionie Oksytania, w departamencie Lot.
Według danych na rok 1990 gminę zamieszkiwały 774 osoby, a gęstość zaludnienia wynosiła 25 osób/km² (wśród 3020 gmin regionu Midi-Pireneje Lachapelle-Auzac plasuje się na 426. miejscu pod względem liczby ludności, natomiast pod względem powierzchni na miejscu 285.).